# Josef Flek
Josef Flek (* 12. března 1988) je český politik, stomatologický laborant a včelař, od října 2021 poslanec Poslanecké sněmovny PČR, člen hnutí STAN. 

## Život
V roce 2018 uváděl jako své povolání stomatologický laborant a pedagog, v roce 2020 pak OSVČ ve zdravotnictví. Od roku 2019 je jednatelem a společníkem ve firmě lenver.
Josef Damián Flek žije ve městě Tišnov v okrese Brno-venkov. Má manželku Veroniku a dceru Violu a Klaudii.
Dlouhodobě spolupracuje s Leteckou amatérskou asociací (LAA) a leteckými modeláři na zajištění vhodných prostor, financování a podpory pro polytechnickou výuku mládeže.

## Politické působení
V komunálních volbách v roce 2018 kandidoval jako nestraník za hnutí STAN do Zastupitelstva města Tišnov, ale neuspěl.
V krajských volbách v roce 2020 kandidoval už jako člen hnutí STAN za subjekt Starostové pro jižní Moravu (tj. hnutí STAN a hnutí SOL), ale rovněž neuspěl.
Ve volbách do Poslanecké sněmovny PČR v roce 2021 kandidoval jako člen hnutí STAN na 10. místě kandidátky koalice Piráti a Starostové v Jihomoravském kraji. Vlivem preferenčních hlasů však nakonec skončil čtvrtý, a byl tak zvolen poslancem.
V komunálních volbách v roce 2022 neúspěšně kandidoval do zastupitelstva Tišnova z 10. místa kandidátky hnutí STAN.
Ve volbách do Evropského parlamentu v červnu 2024 kandidoval jako člen hnutí STAN na 20. místě kandidátky koalice „Starostové a osobnosti pro Evropu“ (tj. STAN, SLK a nezávislí). Ve volbách získal 352 preferenčních hlasů a skončil jako 18. náhradník.
V rámci poslaneckého mandátu prosazuje omezení dostupnosti energetických nápojů pro děti do 15 let a větší podporu zdravotnických start-upů a inovativní léčby. Je spolunavrhovatelem zvýšení úhradové vyhlášky na glukozové senzory pro diabetiky 1. stupně, zejména děti a těhotné ženy. Zasadil se o navrácení předčasných důchodů pro záchranáře, zmírnění předčasného splácení hypoték a narovnání pravidel pro obchodování a investice do kryptoměn.
Ve volbách do Poslanecké sněmovny PČR v roce 2025 je lídrem hnutí STAN v Jihomoravském kraji.